# Patrik Vass
Patrik Vass (Budapest, 17 gennaio 1993) è un calciatore ungherese, centrocampista del Tatabánya.

## Carriera

### Club
Ha giocato nella prima divisione ungherese.

### Nazionale
Ha giocato nelle nazionali giovanili ungheresi Under-19 ed Under-21.

## Palmarès

### Club

#### Competizioni nazionali
- Nemzeti Bajnokság II: 1

Nyíregyháza: 2023-2024